# 송광중학교
송광중학교(松廣中學校)는 대한민국 광주광역시 광산구 송정동에 위치한 공립 중학교이다.

## 학교 연혁
- 2004년 3월 2일 : 개교 및 초대 안호선 교장 취임
- 2004년 3월 3일 : 신입생 입학식 (7학급 277명)
- 2007년 2월 9일 : 2006학넌도 졸업식 (7학급 253명)
- 2017년 9월 1일 : 예술거점학교(국악관현악단) 지정 및 운영 (2017년~2019년)
- 2018년 3월 2일 : 무한상상실 구축 및 운영 (2018년~)
- 2023년 3월 2일 : 교육과정 연구학교 운영(2/2), 스팀선도학교 운영, 과학점핑학교 운영
- 2025년 1월 10일 : 제19회 졸업식(졸업생 161명, 총 졸업생수 4,964명)
- 2025년 3월 1일 : 제11대 이수진 교장 취임
- 2025년 3월 4일 : 2025학년도 입학식(7학급 163명)

## 참고 자료
- 송광중학교 - 한국교육학술정보원 학교알리미